# Calabasas Pro Tennis Championships 2002
Il Calabasas Pro Tennis Championships 2002 è stato un torneo di tennis facente parte della categoria ATP Challenger Series nell'ambito dell'ATP Challenger Series 2002. Il torneo si è giocato a Calabasas negli Stati Uniti dall'8 al 14 aprile 2002 su campi in cemento.

## Vincitori

### Singolare
Michael Chang ha battuto in finale  Cecil Mamiit con il punteggio di 6–3, 7–5

### Doppio
Paul Rosner /  Glenn Weiner hanno battuto in finale  Justin Gimelstob /  Paul Goldstein con il punteggio di 6–2, 4–6, 7–6(4)